# Imbuia
Imbuia este un oraș în Santa Catarina (SC), Brazilia.